# Celia Montalbán
Celia Montalbán López (Murcia, 23 de julio de 1985) es una locutora de radio, periodista y presentadora española.

## Biografía
Licenciada en Periodismo, comenzó su andadura en los medios de comunicación en el programa de Radio 3 Especia Melange, junto a Javier Gallego y Maika Aguilera, entre 2001 y 2002. Celia, Javier y Maika se encargaban del guion y la presentación. El programa terminó al finalizar su periodo como becarios.
En 2004 fue guionista y colaboradora en Radio Nacional de España, en el programa El ombligo de la luna, hasta 2006. Tras dejar Radio Nacional de España junto con su compañero Javier Gallego ficharon por la Cadena SER para formar parte del equipo de La ventana durante el verano de 2006 sustituyendo a Gemma Nierga en el periodo estival, estando Celia al frente de la presentación del programa.
En mayo de 2006 estrena en Canal Extremadura Televisión La Superclase un programa de entretenimiento semanal que junto a Luis Miguel López, y en su segunda etapa con Koldo Arrastia, los alumnos y alumnas de una clase de primaria visitan un conocido monumento de la región.
En otoño de 2006 pasó a presentar el programa De nueve a nueve y media en la misma emisora junto con Javier Gallego y Txemi Quintana, el cual duró hasta junio de 2007.
Desde el 3 de septiembre de 2007 hasta el 26 de junio de 2009 estuvo al frente de No somos nadie tras abandonar el programa el equipo de Pablo Motos. Estuvo acompañada durante los primeros meses por Javier Gallego (hasta marzo de 2008) y junto a ella realizaban el programa un amplio equipo de guionistas y redactores.
Además de trabajar en la radio, ha sido cara de un anuncio de los grandes almacenes El Corte Inglés.
El 12 de diciembre de 2009 presenta Vuélveme loca, junto a Patricia Pérez. Fue un programa magacín producido por Mandarina y emitido en Telecinco. Se emitió en la sobremesa de los sábados y domingos y analizaba la actualidad, la vida de los famosos y se comentaba de los distintos realitys de la cadena. El 24 de septiembre de 2011 Celia se despide del programa de Telecinco.
En 2012 regresa a la radio, como productora y directora de contenidos, con el programa YU no te pierdas nada, en Los 40 Principales y presentado por Dani Mateo.
En noviembre de 2013 y hasta enero de 2014 estuvo como colaboradora en el nuevo programa de La Sexta, Zapeando junto a Miki Nadal entre otros y que está conducido por Frank Blanco.
Es pareja del periodista radiofónico Toni Garrido, con el que tiene dos hijos.